# Kellelo Justina Mafoso-Guni
Kellelo Justina Mafoso-Guni (* 8. Dezember 1945 in Hlotse) ist eine lesothische Juristin. Sie war die erste weibliche Anwältin ihres Landes und ist ehemalige Richterin am Afrikanischen Gerichtshof für Menschenrechte und Völkerrecht und am Obersten Gerichtshof von Lesotho.

## Biographie
Kellelo Justina Mafoso-Guni kam 1945 in Hlotse im Norden des Basutolands zur Welt, sie gehört dem Volk der Basotho (Singular Mosotho) an. Sie studierte Jura an der Universität Lesotho und an der University of Edinburgh.
Mafoso-Guni wurde die erste Anwältin in Lesotho. Mafoso-Guni wurde 1970 zur Kronanwältin in Lesotho ernannt. Danach zog sie in das Vereinigte Königreich und arbeitete dort zwölf Jahre lang im öffentlichen Dienst. 1980 wurde sie zur Richterin in Simbabwe ernannt.
Als Mafoso-Guni nach Lesotho zurückkehrte, wurde sie zum Mitglied des Obersten Gerichtshofs Lesothos ernannt, wieder als erste Frau. 2006 war sie unter den ersten Richtern, die für eine vierjährige Amtszeit an den Afrikanischen Gerichtshof für Menschenrechte und Völkerrecht berufen wurden, als eine von zwei Frauen neben der Ghanaerin Sophia Akuffo.

## Veröffentlichungen
- Kelello Guni: The Problem of Baby-Dumping in Zimbabwe. In: Working Paper. 26. Jahrgang. University of Oslo, Institute of Women's Law, 1990 (englisch).
- Kelello Mafoso-Guni: Report on Parliamentarians Workshop held on 16th November, 1994 : Maseru Sun Cabanas. FIDA, 1994 (englisch).

## Schriften zu juristischen Verfahren
- Ntsapo Petlane (Born Makunya) v Mathe Petlane & Another (Duly assisted). CIV/APN/476/9825. August 1999
- R. Potoketsi v. Rex. CRI/A/22/98 . 15. Februar 1999
- African Oxygen Ltd v. Stm Marketing & Agencies Ltd & Another. CIV/APN/191/99, CIV/APN/270/99. 7. April 2000
- Ned Bank (Lesotho) Ltd v. Sotho Development Corporation (Pty) Ltd. CIV/T/450/99. 23. Mai 2000
- Rex v. Lisebo Mokhoro. CRI/T/39/96. 24. November 2000.
- Theresia Leoma v. Makhang Leoma. CIV/APN/465/99, CIV/APN/520/99. 8. August 2000